# Star Trek (filme)
Star Trek é um filme estadunidense de ação-aventura lançado em 2009 dirigido por J. J. Abrams, escrito por Roberto Orci e Alex Kurtzman, e produzido por Abrams e Bryan Burk. É o décimo primeiro longa-metragem da franquia Star Trek e um reboot que apresenta os personagens da série de televisão original interpretados por um novo elenco. O filme segue James T. Kirk e a tripulação da USS Enterprise enquanto combatem Nero, um romulano do futuro que viajou no tempo com o objetivo de destruir a Federação dos Planetas Unidos. A história se passa em uma realidade alternativa, criada em uma tentativa de libertar o filme da continuidade já estabelecida da franquia enquanto simultaneamente preservava elementos das história originais.
A ideia de uma história de origem de Star Trek apareceu em 1968, quando seu criador Gene Roddenberry anunciou planos de produzir uma prequela da série de televisão. O conceitou ressurgiu na década de 1980 quando foi proposto primeiro pelo produtor Harve Bennett e depois pelo roteirista David Loughery, porém ambas acabaram rejeitadas por diferentes motivos. O produtor Rick Berman e o roteirista Erik Jendresen escreveram um roteiro não produzido de ideia similar depois do fracasso comercial de Star Trek Nemesis e o cancelamento da série Star Trek: Enterprise. Gail Berman da Paramount Pictures conseguiu convencer Leslie Moonves da CBS Corporation a permitir a produção de um novo longa depois da separação desta da Viacom. Orci e Kurtzman, ambos fãs da franquia, foram chamados para escrever o roteiro enquanto Abrams foi abordado para produzir e  depois dirigir. Os roteiristas se inspiraram em romances e dissertações, além da própria série de televisão original.
A equipe de arte redesenhou a Enterprise, cenários, figurinos e objetos de cena baseados nas versões da série original, tentando ao mesmo tempo atualizá-los e deixá-los mais realistas. As filmagens começaram em novembro de 2007 e duraram até março do ano seguinte. O filme foi rodado em estúdio e em várias locações nos estados da Califórnia e Utah. Abrams queria evitar o máximo possível utilizar telas azuis e verdes para efeitos visuais, optando por empregar cenários físicos e locações. Os efeitos visuais foram produzidos pela Industrial Light & Magic, que utilizou totalmente naves geradas em computação gráfica, diferentemente de filmes anteriores da franquia. O compositor Michael Giacchino incorporou o tema clássico de Alexander Courage em sua trilha, enquanto o projetista de som Ben Burtt tentou reproduzir vários dos efeitos sonoros da série original para uso no filme.
Star Trek recebeu uma grande campanha de divulgação nos meses que precederam sua estreia, envolvendo parcerias comerciais com outras empresas, produtos temáticos e histórias em quadrinhos aprofundando seu enredo. Ele recebeu exibições especiais em várias cidades ao redor do mundo como Austin, Sydney e Calgary. O filme estreou comercialmente em 8 de maio de 2009, recebendo críticas muito positivas que elogiaram o desenvolvimento dos personagens, o elenco e a história de forma geral. Star Trek foi um sucesso de bilheteria, arrecadando mais de 385 milhões de dólares mundialmente. Ele foi indicado a diversos prêmios, vencendo o primeiro Oscar da história da franquia na categoria de Melhor Maquiagem.

## Enredo
No século XXIII, a nave estelar USS Kelvin da Federação dos Planetas Unidos investiga uma tempestade elétrica no espaço, que na verdade era um buraco negro, quando uma nave romulana sai de dentro do buraco negro e ataca a USS Kelvin. O comandante romulano Nero traz o capitão Richard Robau a bordo, matando-o depois deste não reconhecer o "Embaixador Spock" e informar uma data estelar estranha para o romulano. A Narada volta a atacar a Kelvin e seu primeiro oficial George Kirk assume o comando, ordenando a evacuação total da nave. Kirk, porém, fica para trás e joga a nave contra Narada, se sacrificando para que os outros possam escapar, incluindo sua esposa, que, durante a evacuação dá a luz a um filho, James T. Kirk.
Dezessete anos depois, no planeta Vulcano, Spock é aceito na Academia de Ciências do planeta, porém decide entrar na Frota Estelar pois o conselho da instituição considera sua mãe humana como uma "desvantagem". Na Terra, James T. Kirk torna-se um adulto inteligente porém imprudente. Ele acaba conhecendo o capitão Christopher Pike após uma briga de bar, que o encoraja a entrar na Academia da Frota Estelar. Kirk aceita e no primeiro dia conhece o médico Leonard McCoy, com quem faz amizade.
Três anos depois, Kirk trapaça no teste do Kobayashi Maru, elaborado por Spock, e é levado a julgamento pelo mesmo. A audiência é interrompida por um sinal de socorro do planeta Vulcano, com os cadetes sendo mobilizados para as naves estelares. Kirk, que estava suspenso até a definição de seu julgamento, consegue entrar na USS Enterprise clandestinamente, com a ajuda de MacCoy. A nave é comandada por Pike e com Spock como primeiro oficial. Kirk percebe que a "tempestade elétrica" observada perto de Vulcano é similar a que ocorreu antes do ataque contra a Kelvin, conseguindo convencer Pike que tudo é uma armadilha.
Ao chegar em Vulcano, a tripulação da Enterprise percebe que a frota foi destruída e que a Narada está perfurando um buraco até o núcleo de Vulcano. Pike é forçado a ir até a Narada, passando o comando para Spock e promovendo Kirk a primeiro oficial. O piloto Hikaru Sulu, o engenheiro chefe Olson e Kirk realizam um salto espacial até a plataforma de perfuração. Olson morre, porém Kirk e Sulu conseguem desativar a perfuratriz. Nero mesmo assim consegue jogar uma substância conhecida como "matéria vermelha" dentro do núcleo do planeta, criando um buraco negro que destrói Vulcano. Spock consegue resgatar o alto conselho vulcano e seu pai, porém sua mãe acaba morrendo.
A Narada segue para a Terra e Nero tortura Pike tentado obter os códigos de defesa do planeta. Spock abandona Kirk no planeta Delta Vega depois de uma discussão entre os dois. Kirk acaba encontrando o Embaixador Spock, que revela ter vindo de 129 anos no futuro. Ele explica que, nesse futuro, o planeta Romulus foi ameaçado por uma supernova; Spock tentou usar a "matéria vermelha" para criar um buraco negro artificial e salvar o planeta, porém falhou e Romulus foi destruído junto com a família de Nero. A Narada e a nave de Spock foram pegas no buraco negro e viajaram para o passado, criando uma linha do tempo alternativa. Nero capturou Spock e o deixou em Delta Vega para assistir a destruição de Vulcano.
Kirk e o Embaixador Spock encontram um posto avançado da Frota Estelar e conhecem Montgomery Scott. Kirk e Scott teletransportam-se para a Enterprise com a ajuda do Spock mais velho, que ordena que Kirk não diga nada ao Spock mais novo sobre a existência de seu eu do futuro. Kirk segue o conselho do Embaixador Spock e provoca o Spock mais novo, fazendo-o perder o controle e admitir que estava emocionalmente comprometido com a missão, passando o comando da nave para Kirk. A equipe bola um plano para deter Nero e escondem a Enterprise atrás de Titã. Kirk e Spock teletransportam-se para a Narada, que está perfurando o núcleo da Terra. Spock recupera a nave do "Embaixador Spock" e a usa para destruir a perfuratriz enquanto Kirk resgata Pike. Spock atrai a Narada para longe do planeta e coloxa sua nave em rota de colisão com a outra, pouco antes da Enterprise aparecer e resgatar Kirk, Spock e Pike. A nave do Embaixador Spock colide com a nave de Nero, inflamando a "matéria vermelha". A Narada acaba consumida pelo buraco negro e é destruída.
Kirk é algum tempo depois perdoado por suas infrações e promovido para a patente de capitão, recebendo o comando da Enterprise, com Pike sendo promovido a contra-almirante. Spock encontra o Embaixador Spock, que explica que escolheu não se revelar anteriormente pois queria que Spock e Kirk trabalhassem juntos pois sabia que eles se tornariam grandes amigos. Ele convence sua versão mais jovem a permanecer na Frota Estelar e o incentiva a fazer o que é certo em vez do que é lógico. Spock assim decide permanecer e torna-se o primeiro oficial de Kirk, com a Enterprise partindo para novas missões.

## Elenco

O elenco principal junto com o diretor J. J. Abrams (sentado). Da esquerda para a direita: Cho, Saldaña, Quinto, Pine, Yelchin, Urban e Pegg.

- Chris Pine como James T. Kirk, um cadete da Frota Estelar. Pine descreveu seu primeiro teste como "horrível" pois ele não conseguia se levar a sério como um líder.[3] J. J. Abrams não viu o primeiro teste e apenas deu um segundo teste para Pine junto com Quinto depois do agente do ator ter conversado com a esposa do diretor. Quinto apoiou a escolha de Pine pois ambos se conheciam por frequentarem a mesma academia. Pine enviou uma carta para William Shatner após conseguir o papel, recebendo uma resposta de aprovação. O ator assistiu episódios clássicos da série de televisão e leu enciclopédias sobre o universo de Star Trek, porém parou ao temer que dessa forma ele estaria meramente copiando o original. Pine sentiu que precisava mostrar o "humor, arrogância e determinação" de Kirk mas não o estilo de fala de Shatner, algo que teria se aproximado de uma imitação.[4] O ator comentou que ficou impressionado de como a interpretação de Shatner era caracterizada pelo humor.[5] Pine em vez disso resolveu incorporar elementos de Tom Cruise em Top Gun e Harrison Ford como Indiana Jones e Han Solo.[6] Chris Pratt também fez testes para o papel.[7]
- Zachary Quinto como Spock, o primeiro oficial da Enterprise. Quinto expressou interesse no papel devido à dualidade meio-vulcana e meio-humana do personagem,[3] além do modo em que "ele constantemente está explorando a noção de como evoluir de uma maneira responsável e como evoluir de uma maneira respeitosa. Eu acho que essas são as coisas que nós como sociedade, e certamente o mundo, poderíamos implementar".[8] O ator ouviu falar sobre o filme e revelou seu interesse em participar durante uma entrevista para o Pittsburgh Post-Gazette em dezembro de 2006; o artigo circulou muito e acabou atraindo a atenção de Abrams.[9] Quinto usou uma camiseta azul e penteou seu cabelo para baixo durante seu teste de elenco a fim de se sentir mais parecido com Spock.[4] Ele grudou seus dedos juntos com o objetivo praticar a saudação vulcana, depilou suas sobrancelhas e tingiu o cabelo para o papel.[3] O ator reproduziu muitos dos maneirismos do personagem, como sua quietude e o modo como Nimoy andava com as mãos nas costas.[4] Quinto comentou que a transformação física o ajudou na interpretação,[3] brincando que "Eu me senti como um nerd. Me senti que tinha doze anos de novo. Você olha para aquelas fotos e vê o corte de tigela. Não há dúvidas que eu nasci para fazer o papel de Spock. Eu estava usando aquele visual por uns bons quatro ou cinco anos". O filme estabelece uma relação romântica entre Spock e Uhura, algo que nunca esteve presente na série original ou nos filmes.[4] Adrien Brody também teve discussões com Abrams sobre interpretar o personagem.[10]
- Leonard Nimoy como Embaixador Spock, embaixador da Federação dos Planetas Unidos em Romulus e a versão original do personagem. Nimoy era um antigo amigo dos pais de Abrams,[11] porém só conheceu o diretor durante as filmagens. Quinto assistiu alguns episódios da série original durante os intervalos de filmagens, porém Nimoy foi sua principal fonte sobre o personagem.[5] Abrams e os roteiristas se encontraram com o ator em sua casa; Roberto Orci lembra que Nimoy passou uma "sensação de 'Quem são vocês e o que vocês estão aprontando?'" antes que a equipe lhe contasse o quanto ele era importante. Nimoy permaneceu em silêncio e sua esposa Susan Bay posteriormente contou que depois da conversa ele tinha ficado sentado em sua cadeira muito emocionado pela decisão de voltar ao papel após recusar muitas outras oportunidades.[12] A produção teria de ser atrasada e o roteiro reescrito caso o ator não tivesse gostado da história.[13] Nimoy mais tarde comentou: "Esta foi a única vez que eu ouvi um cineasta dizer, 'Não podemos fazer este filme sem você e não o faremos sem você'".[14] Ele ficou "genuinamente animado" pela escala do roteiro e o detalhamento das histórias dos personagens,[8] dizendo "Já tratamos de [Spock ser meio-vulcano, meio-humano], mas nunca com a grande visão geral que este roteiro tem de toda a história do personagem, o crescimento do personagem, o começo do personagem e a chegada do personagem na tripulação da Enterprise".[15] Abrams comentou que "foi surreal dirigi-lo como Spock, porque que diabos eu estou fazendo aqui? Este cara tem feito isso por quarenta anos".[16]
- Karl Urban como Leonard McCoy, um médico a bordo da Enterprise. Assim como Pine, Urban disse que assumir o papel "é um caso de não fazer alguma espécie de imitação ou cópia de carbono, mas na verdade pegar a verdadeira essência do que DeForest Kelley fez e honrar isso e trazer algo novo para o jogo". O ator era um fã da franquia desde os sete anos de idade e foi atrás ativamente do papel após redescobrir a série original em DVD junto com seu filho.[17] Urban foi escalado depois de seu primeiro teste, que ocorreu dois meses depois de ter conhecido Abrams. O ator disse que estava feliz por interpretar um papel com muito humor, algo que não tinha feito desde o filme The Price of Milk, pois estava cansado de papéis orientados para a ação. Urban brincou que McCoy poderia ser "um pouco bipolar!" depois de perguntado o motivo do personagem ser tão rabugento.[18] Orci e Alex Kurtzman haviam anteriormente colaborado com o ator na série Xena: Warrior Princess.[19]
- Zoë Saldaña como Nyota Uhura, a oficial de comunicações da Enterprise. Abrams pediu para Saldaña interpretar o papel depois de ter visto e gostado dos trabalhos da atriz. Ela nunca tinha assistido a série original mesmo tendo interpretado uma fã no filme The Terminal, concordando em participar depois do diretor tê-la elogiado. Saldaña comentou: "Para um ator, é tudo o que você precisa, é tudo o que você quer. Receber reconhecimento e respeito de seus colegas". A atriz se encontrou com Nichelle Nichols, que lhe explicou como havia criado o passado de Uhura e elaborado seu nome.[20] A mãe de Saldaña era uma fã de Star Trek e enviava mensagens de voz para a filha durante as filmagens dando conselhos sobre a personagem.[21] O filme estabelece oficialmente que o primeiro nome de Uhura é Nyota, algo nunca revelado na série ou nos filmes mas mencionado em romances.[22] Sydney Tamiia Poitier também fez teste para o papel.[23]
- Simon Pegg como Montgomery Scott, um engenheiro da Frota Estelar servindo em Delta Vega. Abrams ofereceu o papel a Pegg por e-mail. O ator teve a ajuda de sua esposa Maureen, que nasceu em Glasgow, para poder alcançar o sotaque escocês do personagem, porém Pegg pensava que Scott era de Linlithgow e dessa forma deveria soar mais como um escocês da costa leste. Como resultado o sotaque utilizado foi uma mistura de ambos, porém tendendo mais para o som de Glasgow.[24] O ator também teve o auxilio de Chris Doohan, filho de James Doohan, e Tommy Gormley, o primeiro assistente de direção.[25] Pegg descreveu Scott como o estereótipo positivo do escocês, comentando que "Escoceses são as primeiras pessoas a rir que eles bebem e brigam um pouco" e que o personagem vinha de uma longa linhagem de engenheiros e inventores escoceses, como John Logie Baird e Alexander Graham Bell. Anos antes de assumir o papel, seu personagem na série Spaced tinha brincado afirmando que todos os filmes ímpares de Star Trek eram uma "merda", com Pegg dizendo que o "Destino me colocou em um filme para me mostrar que eu estava falando besteira".[26]
- John Cho como Hikaru Sulu, o piloto da Enterprise. Abrams estava preocupado em escalar um ator coreano-americano para o papel de um japonês, porém George Takei lhe garantiu que Sulu tinha a intenção de representar toda a Ásia a bordo da Enterprise, então o diretor seguiu em frente e contratou Cho.[27] O ator reconheceu que "há certos papéis que você nunca vai pegar [sendo ásio-americano], e um deles é vaqueiro. [Interpretar Sulu] é a realização desse sonho – ir para o espaço". Cho citou a masculinidade do personagem como sendo um ponto importante e passou duas semanas treinando luta.[28] O ator acabou sofrendo um pequeno machucado no pulso durante as filmagens, porém garantiu que não foi nada grave.[29] James Kyson Lee originalmente também estava interessado em interpretar o papel, porém já que tanto ele quanto Quinto eram membros do elenco da série Heroes, os produtores disseram a Lee que não desejavam perder outro membro do elenco durante três meses.[30]
- Anton Yelchin como Pavel Chekov, o navegador da Enterprise. Assim como o resto do elenco, Yelchin teve a liberdade para escolher quais elementos da interpretação de seu predecessor ele gostaria de incorporar. O ator decidiu trazer o sotaque criado por Walter Koenig de substituir os "v"s por "w"s, apesar de Abrams e Yelchin pensarem que esse era um traço mais comum em sotaques poloneses do que russos.[31] Ele descreveu Chekov como um personagem peculiar, tendo sido um russo colocado na série de televisão "no meio da Guerra Fria". Yelchin comentou sobre "uma cena em que eles estão falando com Apolo [que diz], 'Eu sou Apolo'. E Chekov fica, 'E eu sou o Czar de Todas as Rússias' [...] Eles davam para ele essas falas. Quero dizer, [Chekov] realmente era o personagem mais bizarro".[32]
- Eric Bana como Nero, um minerador romulano do futuro, o comandante da Narada e o antagonista do filme. Bana filmou suas cenas mais para o período final da produção. O ator afirmou que "eu não era um grande trekkie quando criança",[33] nunca tendo assistido os filmes.[34] Bana mesmo assim gostava da série, porém comentou que não teria aceitado o papel se não tivesse gostado do roteiro, que ele descreveu como "sensacional" depois de ter lido.[35] O ator conhecia Abrams anteriormente pois os dois compartilhavam o mesmo agente.[36] Bana improvisou a maneira de falar de Nero.[37]
- Bruce Greenwood como Christopher Pike, o capitão da Enterprise. Greenwood assistiu "The Cage", o episódio piloto original da série de televisão, e observou a interpretação de Jeffrey Hunter e os dilemas enfrentados pelo personagem. O ator comentou que decidiu incorporar a sensibilidade de Hunter em vez de algum maneirismo,[38] também afirmando que as visões de mundo de sua versão eram bem diferentes do original: "[O Pike de Hunter] estava muito dividido sobre se queria ou não voltar e ter uma vida autêntica pequena ou uma vida grande de um comandante. Este não é o dilema do Capitão Pike [deste filme] ... Ele não tem uma luta interna como o Pike antigo tinha. Porém ele tem segundas opiniões e dúvidas sobre como a Frota Estelar está treinando seus oficiais e o tipo de oficiais que ela produz".[39]

Outros membros secundários de destaque do elenco incluem Ben Cross e Winona Ryder como Sarek e Amanda Grayson, os pais de Spock; e Chris Hemsworth e Jennifer Morrison como George e Winona Kirk, os pais de James T. Kirk. Além deles, Faran Tahir interpretou o capitão Richard Robau da USS Kelvin, Greg Ellis fez o engenheiro chefe Olson da Enterprise e Clifton Collins Jr. atuou como Ayel, capanga e o braço direito de Nero.
Papéis menores incluem Tyler Perry como almirante Richard Barnett, Rachel Nichols como Gaila, Deep Roy como Keenser e Chris Doohan como um técnico do teletransporte. Wil Wheaton, interprete de Wesley Crusher na série Star Trek: The Next Generation, fez a voz de vários romulanos da Narada. Majel Barrett, esposa de Gene Roddenberry, o criador de Star Trek, voltou para seu papel como a voz do computador da Enterprise, que ela completou as gravações apenas duas semanas antes de morrer em dezembro de 2008. Vários atores tiveram seu tempo em tela muito reduzido ou completamente cortado, incluindo Brad William Henke como o padrasto de Kirk, Spencer Daniels como Samuel Kirk, o irmão mais velho de James T. Kirk; e Victor Garber como um interrogador klingon.
Orci e Kurtzman escreveram uma cena para Shatner, em que o Embaixador Spock entregaria ao seu eu mais jovem uma mensagem de aniversário gravada pelo Kirk original. Kurtzman comentou que "Era basicamente um desejo de feliz aniversário sabendo que Spock estava indo para Romulus, e Kirk provavelmente estaria morto nessa altura", e no final a mensagem se transformaria no monólogo "Onde nenhum homem jamais esteve" narrado por Shatner. Entretanto, Shatner queria um papel tão importante quanto o de Nimoy e não apenas uma ponta. O Kirk original tinha morrido ao final do filme Star Trek Generations e o ator sugeriu canonizar seu romance em que Kirk era ressuscitado, porém Abrams achou que se Shatner acompanhasse Nimoy, o filme seria sobre a ressurreição de Kirk e não sobre a apresentação de novas versões dos personagens antigos. Nimoy não tinha gostado da morte do personagem em Generations, mas também sentiu que voltar com Kirk seria prejudicial ao novo filme.

## Produção

### Desenvolvimento
| “                                                   | Aqui está o que Gene [Roddenberry] disse em uma entrevista pouco antes de morrer em agosto de 1991. Alguém tinha lhe perguntado, 'O que irá acontecer com Star Trek no futuro?' E ele disse que esperava que algum dia, algo novo e brilhante aparecesse e fizesse [Star Trek] de novo, maior e melhor do que ele jamais tinha feito. E ele lhes desejou boa sorte. | ” |
| — Richard Arnold, ex-assistente de Gene Roddenberry | |   |

Gene Roddenberry, o criador de Star Trek, disse na World Science Fiction Convention de 1968 que estava desenvolvendo um filme que seria uma prequela da série de televisão original, porém nada se deu. Este conceito só foi ressurgir novamente em meados da década de 1980, quando os produtores Ralph Winter e Harve Bennett submeteram uma proposta para uma prequela durante o desenvolvimento daquilo que se tornaria Star Trek IV: The Voyage Home, pois William Shatner naquela época inicialmente não estava disposto a retornar ao papel de James T. Kirk, porém a ideia foi abandonada assim que o ator teve suas exigências aceitas e concordou em voltar. O roteirista David Loughery escreveu uma história chamada The Academy Years após a finalização de Star Trek V: The Final Frontier, porém esta acabou arquivada devido objeções de Roddenberry e dos fãs. Em vez disso, o filme que foi encomendado mantinha o elenco original e acabou se tornando Star Trek VI: The Undiscovered Country. O produtor executivo da franquia Rick Berman e o roteirista Erik Jendresen começaram a desenvolver um novo filme chamado Star Trek: The Beginning em fevereiro de 2005, logo depois do fracasso financeiro do filme Star Trek Nemesis e do cancelamento da série Star Trek: Enterprise. A história envolvia um novo conjunto de personagens liderados por Tiberius Chase, um ancestral de Kirk, e se passaria durante a guerra entre a Terra e Romulus – após os eventos de Enterprise mas ainda assim antes da série original.

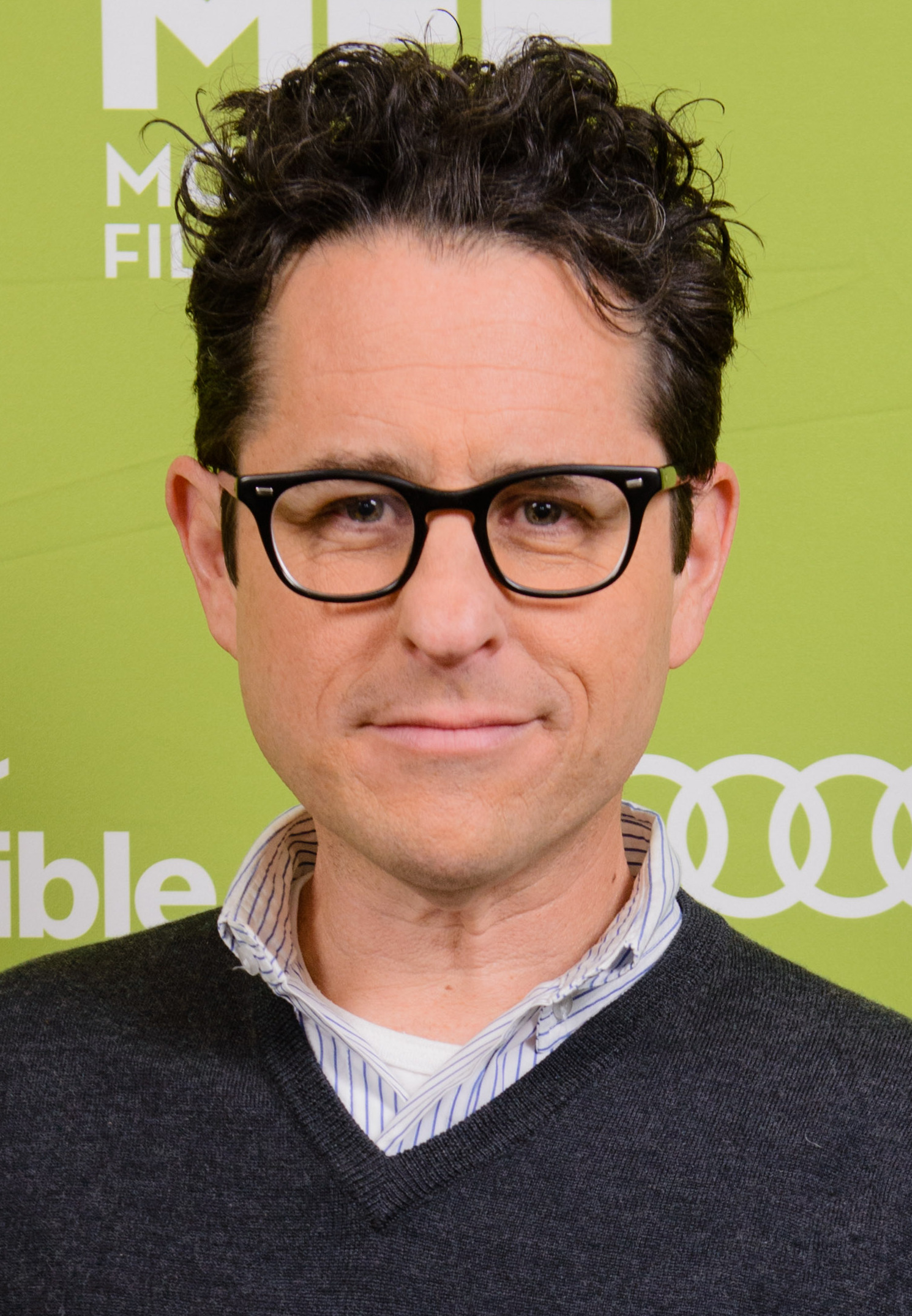
Abrams foi inicialmente abordado apenas para produzir o filme, porém depois aceitou ser o diretor.

O conglomerado de mídia Viacom, dona da Paramount Pictures, separou-se em 2005 da CBS Corporation, que manteve as propriedades televisivas da Paramount, incluindo os direitos da marca Star Trek. Gail Berman, então presidente da Paramount, convenceu Leslie Moonves, diretor executivo da CBS, a permitir ao estúdio dezoito meses a fim de desenvolver um novo filme de Star Trek antes que a emissora reconquistasse os direitos de produzir uma nova série de televisão; em troca, a CBS ficaria com os direitos de merchandising. Berman abordou os roteiristas Roberto Orci e Alex Kurtzman sobre ideias para um novo longa, pedindo após o término das filmagens de Mission: Impossible III que o diretor J. J. Abrams atuasse como produtor. Abrams, Orci e Kurtzman, mais os produtores Bryan Burk e Damon Lindelof, achavam que a franquia já tinha explorado o suficiente dos acontecimentos depois da série original. Orci e Kurtzman se consideravam fãs e achavam que alguns dos romances de Star Trek tinham valor canônico, apesar de Roddenberry nunca tê-los considerado parte da cronologia oficial da franquia. A companhia Bad Robot Productions de Abrams produziu o filme, tornando-se a primeira empresa a financiar um filme de Star Trek junto com a Paramount. A Level 1 Entertainment também seria uma co-produtora, porém foi substituída em 2008 pela Spyglass Entertainment como parceira financiadora.
Abrams não havia assistido Nemesis por sentir que a franquia tinha se "desconectado" da série original. Na opinião dele, Star Trek era sobre Kirk e Spock enquanto as outras séries eram "aventuras espaciais separadas com o nome Star Trek". Abrams reconheceu que preferia os filmes de Star Wars quando criança. Ele comentou que seu conhecimento geral não muito aprofundado sobre a franquia lhe fez a pessoa adequada para introduzir Star Trek para novatos, além de que iria fazer um filme otimista por ser uma pessoa otimista, um contraste refrescante com filmes como The Dark Knight. Abrams adorava o foco em exploração da franquia e a ideia da Primeira Diretriz, que proíbe a Frota Estelar de interferir no desenvolvimento de mundos menos avançados, porém afirmou que a série original "nunca teve os recursos para realmente mostrar a aventura" devido ao orçamento limitado. Abrams inicialmente se envolveu no projeto apenas na capacidade de produtor pois queria ajudar Orci, Kurtzman e Lindelof.
Abrams finalmente aceitou em fevereiro de 2007 a oferta da Paramount para dirigir o filme, também permanecendo como um dos produtores. Ele explicou que decidiu dirigir o projeto pois, após ler o roteiro, percebeu que "ficaria dolorosamente invejoso de quem quer que aparecesse e dirigisse o filme". Orci e Kurtzman afirmaram que seu objetivo era ter uma história que fosse capaz de impressionar um fã casual como Abrams. O diretor falou que tinha ficado nervoso "com todos esses rostos tatuados e orelhas pontudas, armas bizarras e linguistas romulanos, com diálogos sobre 'Zonas Neutras' e 'Frota Estelar', [porém] eu sabia que iria funcionar pois o roteiro que Alex [Kurtzman] e Bob [Orci] escreveram era tão emocional e relacionável. Eu não amava Kirk e Spock quando comecei esta jornada – mas eu os amo agora".

### Roteiro
Nós somos de mundos diferentes, Alex [Kurtzman] nasceu aqui [nos Estados Unidos] e eu nasci na Cidade do México e vivi lá até os nove anos. Kirk e Spock são opostos de mundos diferentes. Somos nós em suma. Nós somos atraídos pelo outro devido ao que cada um carece. A história deste filme é sobre dois caras que são tão opostos que eles talvez terminassem se estrangulando, mas em vez disso eles criam um laço e crescem juntos. Somos nós. Podemos ir para velocidade de dobra juntos.

— Roberto Orci sobre o contexto emocional do filme.
Orci afirmou que conseguir Leonard Nimoy para o filme foi muito importante, "Ter ele sentado em uma fogueira compartilhando suas memórias jamais seria cortado", enquanto o elemento da viagem no tempo foi algo que esteve presente na história desde o início do desenvolvimento. Kurtzman complementou dizendo que a viagem no tempo criava risco, diferentemente de outras prequelas em que os espectadores "sabem como todos morreram". Os roteiristas reconheceram que a viagem no tempo tinha sido usada demasiadamente em outras séries, porém neste caso servia para um bom propósito ao criar uma linha do tempo alternativa com um novo conjunto de aventuras para os personagens originais sem o peso de toda a cronologia anterior. Abrams escolheu os romulanos como vilões por acreditar que eles tinham aparecido na série menos que os klingons, salientando que era "divertido" a espécie se encontrar com Kirk antes do que fora estabelecido na série original. Orci e Kurtzman também achavam que seria retrógrado demonizar os klingons depois deles terem se tornado heróis a partir das séries de televisão posteriores, enquanto a presença dos romulanos continuaria a história de Spock a partir de sua última aparição cronológica no episódio em duas partes "Unification" de Star Trek: The Next Generation. O episódio "Balance of Terror" da série original, em que a USS Enterprise é a primeira nave a ver um romulano em mais de cem anos, serviu como uma das influências para o novo filme. Orci reconheceu que foi difícil encontrar uma boa explicação para a viagem no tempo sem que ela parecesse um artifício, como Nero indo para o passado a fim de assassinar Kirk.
Orci salientou que apesar da viagem no tempo permitir a alteração de alguns elementos da história pregressa de Kirk como seu primeiro encontro com os romulanos, os roteiristas não podiam usá-la como muleta e modificar tudo, tentando abordar o filme o máximo possível como uma prequela. O tempo de serviço de Kirk na USS Farragut, um grande ponto do episódio original "Obsession", foi cortado pois era considerado irrelevante na história de como o personagem conheceu Spock. Havia uma cena em que Kirk conhecia Carol Marcus, personagem que apareceu em Star Trek II: The Wrath of Khan, porém acabou cortada pois o filme precisava de mais tempo para introduzir seus personagens principais. Alguns artifícios foram necessários para conseguir reunir toda a tripulação, algo que Orci e Kurtzman queriam explicar com o Embaixador Spock dizendo que era um jeito da linha do tempo tentar se concertar, destacando o tema de destino. A fala acabou sendo muito difícil de escrever e foi cortada.
Os cineastas procuraram inspiração em romances como Prime Directive, Spock's World e Best Destiny a fim de preencher buracos no cânone estabelecido; Best Destiny explora particularmente o passado de Kirk e nomeia seus pais. Uma das ideias que foi justificada através dos romances foi ter a Enterprise sendo construída na superfície da Terra, um conceito que surgiu para a equipe após terem encontrado uma arte de fã que mostrava a nave em uma doca terrestre. Orci enviou a ilustração para Abrams com o objetivo de mostrar o quão realista poderia ser. Orci explicou que partes da Enterprise seriam construídas na Terra devido à gravidade artificial empregada na nave e o requerimento que ela pudesse alcançar a velocidade de dobra, dessa forma as calibrações das máquinas seriam realizadas exatamente no poço gravitacional que deveria ser simulado. A equipe achou que não existia problemas em colocar a Enterprise sendo construída em Iowa pois o cânone era ambíguo sobre se ela realmente tinha sido construída em São Francisco, porém isto foi resultado da viagem no tempo em vez de ser algo com a intenção de reproduzir um acontecimento da linha do tempo original. Abrams comentou que a continuidade da própria série original era por vezes inconsistente.
Os roteiristas afirmaram que queriam que o público geral gostasse do filme tanto quanto os fãs da franquia, para isso removendo as baboseiras tecnológicas, deixando-o cheio de ação e lhe dando o simples título de Star Trek para indicar aos novatos de que não precisavam assistir qualquer um dos filmes anteriores para poder aproveitar este. Abrams via o humor e o apelo sexual como dois aspectos integrais e populares da série que precisavam ser mantidos. Orci disse quer ser realista e ser sério eram coisas diferentes uma da outra. Abrams, Burk, Lindelof, Orci e Kurtzman eram fãs de The Wrath of Khan e também citaram o episódio "Yesterday's Enterprise" de The Next Generation como uma influência. As esposas de Abrams, Lindelof, Orci e Kurtzman foram consultadas regularmente sobre o roteiro a fim de deixar as personagens femininas o mais fortes possíveis. A aprovação de Katie Abrams das personagens femininas foi parcialmente um dos motivos que fizeram Abrams aceitar o cargo de diretor.
Orci e Kurtzman leram dissertações acadêmicas sobre a série de televisão para se inspirarem; eles perceberam comparações entre Kirk e Spock com arquétipos shakespearianos e que a relação dos dois ecoava a amizade entre John Lennon e Paul McCartney. Os roteiristas também disseram que na criação deste filme acabaram sendo influenciados por Star Wars, particularmente no ritmo. Orci afirmou que "Eu quero sentir o espaço, eu quero sentir a velocidade e eu quero sentir todas as coisas que se perdem um pouco quando Star Trek torna-se muito imponente". Star Wars permeou-se no modo que os dois escreveram as cenas de ação, enquanto Burk notou que a relação inicialmente fria entre Kirk e Spock se assemelhava como "Han Solo não era amigo de ninguém quando eles iniciaram sua jornada". Spock e Uhura foram colocados em uma relação romântica devido à pequenos indícios incluídos nos primeiros episódios da série mostrando um interesse dela. Orci queria apresentar capitães fortes da Frota Estelar, dizendo que a maioria dos capitães da série e dos filmes eram "bodes expiatórios" incluídos para que Kirk parecesse melhor em comparação.
A USS Kelvin foi nomeada em homenagem ao avô de Abrams e também ao físico e engenheiro britânico lorde William Thomson, 1º Barão Kelvin. Seu capitão Richard Robau foi nomeado por causa do tio cubano de Orci: o roteirista por conta própria concebeu uma história passada para o personagem em que ele nasceu em Cuba e cresceu no Oriente Médio. Uma referência aos trabalhos anteriores de Abrams foi a bebida Slusho, que Uhura pede no bar quando conhece Kirk. O diretor tinha criado a bebida originalmente para a série Alias e ela reapareceu na campanha de divulgação do filme Cloverfield. Tagruato, o dono da bebida, também vem de Cloverfield e apareceu em um prédio de São Francisco. A "matéria vermelha" de Star Trek assume a forma de uma bola vermelha, um tema recorrente do episódio piloto de Alias.

### Arte
O diretor de arte do filme foi Scott Chambliss, um colaborador de longa data de Abrams. Chambliss trabalhou junto com um grande grupo de ilustradores conceituais, incluindo James Clyne, Ryan Church, John Eaves e o desenhista de criaturas Neville Page. Abrams afirmou que uma das dificuldades em representar o futuro era de que boa parte da tecnologia moderna fora inspirada pela série original e isso fez dela algo datado. Dessa forma a direção de arte precisava ser consistente com a série de televisão e ao mesmo tempo parecer mais avançada do que a tecnologia do mundo real que se desenvolveu a partir do programa. "Todos nós temos um iPhone que faz mais do que um comunicador", comentou Abrams, "Eu acho que há certas coisas que você não pode realmente agarrar, o que é quase um estilo kitsch. Isso precisa ir se será algo que você acreditará ser real". O mestre de objetos de cena Russell Bobbitt colaborou com a Nokia para recriar o comunicador original, fazendo um protótipo de cinquenta mil dólares. Outro objeto recriado para o filme foi o tricorder. Bobbitt comprou um objeto original da série, porém os atores pensaram que ele era muito grande para ser carregado nas filmagens das cenas de ação, então o consultor técnico Doug Brody o redesenhou para ser menor. Os feisers foram desenhados como canos acionados por molas que giram e brilham quando as configurações mudam de "matar" para "tontear". O carro protótipo Aptera 2e foi usado em locação durante as filmagens.

A ponte da Enterprise manteve a disposição da original, mas recebeu várias alterações para parecer mais moderna e refletir o otimismo de Star Trek.

Chambliss manteve a mesma disposição da ponte de comando da série original, porém a alterou esteticamente com cores mais brilhantes a fim de refletir o otimismo de Star Trek. A tela visualizadora foi transformada em uma janela em que imagens poderiam ser projetadas com o objetivo de deixar o espaço algo mais palpável. Abrams comparou os desenhos com o trabalho modernista realizado por Pierre Cardin nos cenários do filme 2001: A Space Odyssey, que assim como a série eram da década de 1960. O diretor brincou que a nova ponte fez a Apple Store parecer "fora de moda". Mais corrimões foram adicionados a pedido de Abrams para que a ponte parecesse mais segura, com o cenário tendo sido construído sobre giroscópios a fim que os balanços de quando a nave entra em dobra ou é atacada fossem mais realistas. O diretor escolheu dar uma aparência altamente industrial para a engenharia da Enterprise; ele explicou para o ator Simon Pegg que fora inspirado pelo RMS Titanic, um navio elegante em que existia uma "entranha incrível".
Abrams escolheu Michael Kaplan para o cargo de figurinista pois este não tinha assistido nenhum dos filme anteriores, significando que abordaria as roupas a partir de um ângulo novo. Kaplan decidiu seguir o esquema de cores da série para os uniformes de Frota Estelar, com camisetas de baixo e calças cinzas (quase pretas) e por cima camisetas coloridas indicando a posição do tripulante. Membros do ramo de comando usavam dourado, membros das divisões médica e de ciência usavam azul e membros de área de operações (técnicos, engenheiros e pessoal de segurança) vestiam vermelho. O figurinista queria que as camisetas fossem mais sofisticadas do que as originais e assim escolheu estampar o símbolo de formato em delta da Frota Estelar por toda a roupa. Kirk vestiu apenas a camiseta de baixo durante a maior parte do filme para mostrar que era ainda um cadete. Kaplan escolheu moldar os uniformes da Kelvin a partir de filmes de ficção científica das décadas de 1940 e 1950 com o objetivo de contrastar com os uniformes da Enterprise, que eram baseados em criações da década de 1960. Na opinião de Abrams, "Os figurinos eram um microcosmo de todo o projeto, que era como pegar algo que é meio bobo e deixá-lo parecer real. Mas como você faz figurinos parecerem legítimos com aquelas cores quase primárias?"
Lindelof comparou a facção romulana do filme a piratas com suas cabeças carecas e tatuadas e roupas desorganizadas. A nave Narada era puramente prática com seus maquinários visíveis, diferentemente da Enterprise e sua tripulação que receberam uma apresentação respeitável em nome da Federação dos Planetas Unidos. Chambliss foi muito influenciado para a Narada pela arquitetura de Antoni Gaudí, que criava edifícios que pareciam estar do avesso: uma atmosfera agourenta foi criada ao expor a fiação da nave de maneira que ela parecesse ossos ou ligamentos. O interior da Narada foi criado a partir de seis peças de cenário que podiam ser rearranjadas para criar ambientes diferentes. Os atores que interpretaram os romulanos tiveram três próteses aplicadas em suas orelhas e testa, enquanto Eric Bana tinha uma quarta prótese para a marca de mordida em sua orelha que se estende até a nuca. Os romulanos deste filme não tinham os cumes em forma de "V" em suas testas que estavam presentes em todas as suas aparições desde a série original. Page queria honrar essa característica ao dar cicatrizes ritualísticas para a tripulação de Nero, formando queloides similares aos cumes em "V". Esta ideia acabou sendo abandonada. Kaplan queria roupas antigas, gastas e rasgadas para os romulanos devido ao seu passado minerador, encontrando tecidos de aparência gordurosa em um mercado de pulgas. O figurinista foi atrás dos fabricantes, que eram de Bali na Indonésia, e os contratou para criar seus desenhos.
Barney Burman supervisionou a maquiagem dos alienígenas: sua equipe teve de correr com a criação de muitas das espécies pois originalmente a maioria dos desenhos iria aparecer apenas em uma cena no final das filmagens. Abrams considerou que a cena era muito similar à sequência da cantina em Star Wars e decidiu espalhar os alienígenas por todo o filme. Um pingo também foi colocado na cena em que Montgomery Scott é apresentado. Maquiagens digitais e físicas foram usadas para os alienígenas.

### Filmagens
As filmagens de Star Trek começaram no dia 7 de novembro de 2007 e terminaram em 27 de março de 2008; entretanto, a segunda unidade continuou filmando até meados de abril de 2008 em Bakersfield na Califórnia, que serviu de locação para a casa de infância de Kirk em Iowa. Filmagens também ocorreram na prefeitura de Long Beach na Califórnia, em San Rafael Swell em Utah e na Universidade do Estado da Califórnia em Northridge, esta última usada como locação para a Academia da Frota Estelar. O estacionamento do Dodger Stadium em Los Angeles foi usado como a superfície de gelo do planeta Delta Vega e também para a perfuratriz romulana. Os cineastras mostraram interesse na Islândia para as cenas que se passam em Delta Vega, porém acabaram abandonando a ideia; Chambliss gostou do desafio de filmar cenas com neve no sul da Califórnia. Cenas do exterior de Vulcano foram feitas nas Vasquez Rocks, uma locação usada em vários episódios da série original. Uma fábrica da Budweiser em Van Nuys foi usada como a engenharia da Enterprise, enquanto uma usina de energia em Long Beach serviu como a engenharia da Kelvin.

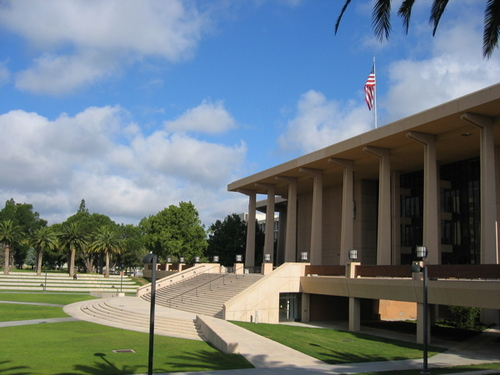
A Biblioteca Oviatt na Universidade do Estado da Califórnia em Northridge foi usada como a Academia da Frota Estelar.

Abrams afirmou após o começo da greve dos roteiristas dos Estados Unidos de 2007–2008 que ele próprio não prestaria serviços de escrita ao filme e iria participar dos protestos, também não esperando que a greve afetasse sua direção da produção. Abrams e Lindelof poliram o roteiro uma última vez algumas semanas antes do começo da greve e das filmagens. O diretor ficou frustrado por não poder alterar falas durante a greve, enquanto normalmente eles poderiam improvisar novas ideias durante os ensaios, porém Lindelof reconheceu que a equipe talvez pudesse redublar algumas falas durante a pós-produção. Orci e Kurtzman puderam permanecer nas filmagens sem quebrar a greve pois também eram os produtores executivos do filme; ambos podiam "fazer caretas e expressões engraçadas aos atores sempre que estes tinham um problema com uma fala e meio que acenar quando tinham algo melhor". Abrams foi capaz de alterar uma cena em que Spock enfrenta seis romulanos de uma luta mano a mano para um tiroteio, tendo achado que já havia muita porrada no filme.
Abrams escolheu filmar Star Trek com uma película de 35 milímetros no formato anamórfico após várias discussões sobre se eles deveriam usar câmeras digitais de alta definição. O diretor e o diretor de fotografia Daniel Mindel concordaram que a escolha de película deu ao filme uma sensação realista e de tela grande, além de um visual orgânico que desejavam. Abrams e Mindel usaram lens flares durante toda a filmagem a fim de criar uma atmosfera otimista e a sensação de que outras atividades estavam ocorrendo fora do campo de visão da câmera, algo que deixaria o universo de Star Trek parecer mais real e palpável. O diretor comentou: "Há algo sobre esses brilhos, especialmente em um filme que pode potencialmente ser incrivelmente estéril, computadorizado e supercontrolado. Há algo simples e incrivelmente imprevisível e lindo sobre eles". Mindel trabalhou na criação de mais lens flares ao apontar uma lanterna ou espelhos em direção da lente da câmera, ou ainda utilizando duas câmeras simultaneamente e assim dois conjuntos de iluminação diferentes. A editora Mary Jo Markey mais tarde revelou que Abrams não tinha contado para ela e sua colega Maryann Brandon sobre a presença brilhos, com as duas ficando tão preocupadas que entraram em contato com os cineastas para perguntar o motivo do filme estar tão superexposto.
A equipe de produção manteve uma grande segurança ao redor do filme. O ator Karl Urban revelou que "[Há um] nível de segurança e segredo que todos nós fomos forçados a adotar. Quero dizer, é realmente uma loucura meio paranoica, mas meio que justificada. Nós não temos permissão de andar em público em nossos figurinos e temos de ser rebanhados para todo lugar nesses carrinhos de golfe que estão completamente ocultos e cobertos com lonas pretas. A segurança é imensa. Você sente que sua liberdade é um grande desafio". Atores como Jennifer Morrison recebiam roteiros apenas com suas cenas. O roteiro de filmagens foi protegido ferozmente até mesmo com o elenco principal. Pegg afirmou que "Eu li [o roteiro] com um segurança perto de mim". O filme usou o título falso de Corporate Headquarters para despistar atenção. Algumas poucas pessoas de fora da produção receberam permissão de visitar as filmagens, incluindo Rod Roddenberry, Ronald D. Moore, Jonathan Frakes, Walter Koenig, Nichelle Nichols, Ben Stiller, Tom Cruise e Steven Spielberg, com este último também tendo dado alguns conselhos para Abrams sobre as sequências de ação.
Abrams deu de presente ao elenco pequenos telescópios que permitiam que eles lessem os nomes de cada constelação que apontavam. John Cho comentou: "Eu acho que ele queria que cada um de nós olhasse um pouco diferente para as estrelas". O diretor cortou na edição algumas das cenas de Kirk e Spock crianças, incluindo uma do segundo quando bebê, além de todo um subenredo envolvendo Nero sendo aprisionado pelos klingons e sua fuga; a ausência do vilão durante boa parte da vida de Kirk confundiu muitas pessoas para quem Abrams mostrou um corte bruto do filme. Outras cenas cortadas explicavam que o Kirk adolescente roubou o carro de seu padrasto pois tinha sido forçado a limpá-lo antes de um leilão, e que a garota orion que Kirk seduziu na academia abriu sem saber um e-mail que permitiu que ele trapaceasse no teste do Kobayashi Maru.

### Efeitos
A Industrial Light & Magic e a Digital Domain estavam entre as várias companhias que criaram os mais de mil planos com efeitos visuais do filme. Os supervisores de efeitos visuais foram Russell Earl e Roger Guyett, com este último tendo anteriormente colaborado com Abrams em Mission: Impossible III e também atuado como diretor da segunda unidade em Star Trek. Abrams evitou o máximo possível filmar usando apenas telas azuis ou verdes pois elas "me deixam insano", em vez disso usando-as para aumentar a escala dos cenários e das locações. A sequência em Delta Vega necessitou da mistura de neve digital com neve real.

A nova USS Enterprise foi redesenhada para parecer mais moderna e ao mesmo tempo manter a aparência geral da série original.

Star Trek foi o primeiro filme da Industrial Light & Magic a usar apenas naves digitais. Abrams queria que a Enterprise fosse uma mistura do desenho da série original e o desenho reformado dos filmes. O diretor tinha boas memórias sobre a revelação da nave em Star Trek: The Motion Picture pois tinha sido a primeira vez que ela pareceu real e tangível. Ele comentou que "se você vai fazer Star Trek, há muitas coisas que você não pode mudar. A Enterprise é uma marca visual para muitas pessoas. Então se você vai fazer a Enterprise, é melhor que ela pareça com a Enterprise, porque de outra forma, o que você está fazendo?" O padrão iridescente do casco em The Motion Picture foi mantido a fim de dar profundidade, enquanto o modelador Roger Goodson também aplicou o padrão "Aztec" da USS Enterprise-D de The Next Generation. Goodson afirmou que Abrams desejava uma estética "Hot Rod" para a nave. Guyett queria que ela tivesse mais partes móveis, algo que veio de sua insatisfação quando criança sobre o desenho da Enterprise: a nova antena defletora expandia-se, enquanto as barbatanas nas naceles separavam-se quando estavam para entrar em dobra. A Enterprise foi originalmente desenhada por Church com as mesmas dimensões da original, 370 metros de comprimento, porém ela acabou dobrando de tamanho para 718 metros para poder parecer "maior". A Narada tinha oito quilômetros de comprimento. Os artistas de efeitos visuais simularam os lens flares com o objetivo de manter a consistência na direção de fotografia do filme.
Carolyn Porco da NASA foi consultada sobre as imagens e ciências planetárias. Os animadores recriaram realisticamente como uma explosão se pareceria no espaço: pequenos estouros que sugam para dentro e deixam os destroços de uma nave flutuando. O mesmo programa de explosão foi usado durante a implosão do planeta Vulcano a fim de simular sua ruptura, com os animadores compondo manualmente várias camadas de rochas e vento sendo sugadas para o núcleo do planeta. Diferentemente de outros filmes e séries de Star Trek, o efeito do teletransporte forma um redemoinho em vez de pequenas manchas. Abrams concebeu a ideia para enfatizar a noção dos teletransportes como feixes que podem pegar e mover as pessoas, diferentemente de um sinal composto por átomos embaralhados.
A companhia de efeitos Lola Visual Effects trabalhou em 48 planos do filme, incluindo algumas animações para as bocas tanto de Bana quando de Nimoy. O primeiro precisava de grandes danos nos dentes, que foram suficientes o bastante para substituir completamente a boca do ator em algumas das imagens. A boca do segundo foi reanimada em sua primeira cena com Kirk depois de uma sessão de redublagem. Os cineastas filmaram Nimoy enquanto este regravava suas falas para que dessa forma pudessem realizar uma rotoscopia em sua boca e colocá-la no filme, até mesmo recriando as condições de iluminação, porém a equipe de efeitos percebeu posteriormente que precisavam também recriar digitalmente os lábios do ator por causa da luz tremulante criada pela presença de uma fogueira no cenário.

### Música
A música de Star Trek foi composta por Michael Giacchino, o colaborador mais frequente de Abrams. O compositor admitiu uma pressão pessoal ao escrever a trilha sonora: "Eu cresci escutando todas aquelas músicas maravilhosas [de Star Trek], e isso em parte me inspirou a fazer o que eu faço [...] Você entra assustado. Você espera fazer o seu melhor. É uma daquelas coisas onde o filme irá me dizer o que fazer". A primeira abordagem de Giacchino foi criar uma espécie de "música espacial" que o público esperaria ouvir em um filme como este, porém Abrams não gostou do resultado por não pensar que se adequava ao produto que estava sendo criado. O compositor só conseguiu encontrar uma nova linha de pensamento para a trilha depois de Lindelof lhe ter aconselhado que "nós estamos simplesmente fazendo um filme sobre dois caras que se conhecem e tornam-se amigos, não há mais nada que você precisa saber ... espaço é irrelevante". Giacchino sentiu que a história do filme era uma jornada pessoal para Kirk, "sobre o vazio deste personagem e o que ele precisa fazer para se encontrar, compreender quem é e tornar-se uma pessoa melhor".
Para o compositor foi importante a distinção que o novo filme era um reboot da série original e não uma continuação; por este motivo Giacchino usou apenas pequenos pedaços do tema original de Alexander Courage ao longo do filme até a versão completa aparecer nos créditos finais. Houve grandes discussões sobre utilizar músicas anteriores da franquia, com todas as tentativas de Giacchino de trazer algo antigo não funcionando na opinião dele e dos cineastas. O compositor comentou que "se você vai tirar toda a música de Star Trek, a única coisa que você mantém é o tema original de Alexander Courage, para mim isso é Star Trek". Giacchino e Abrams também decidiram usar o tema clássico apenas ao final pois era o momento que toda a tripulação estava reunida na ponte, como uma recompensa por tudo que os personagens tinham passado.
As gravações da trilha sonora ocorreram nos estúdios da Sony em Culver City com uma orquestra de 107 pessoas e um coral de quarenta vozes. Um erhu foi tocado por Karen Han para ser usado o tema de Spock, que foi durante um tempo considerado para ser o tema principal do filme. Uma gravação distorcida foi empregada como o tema dos romulanos. A gravadora Varèse Sarabande lançou na época da estreia do filme um álbum com apenas 45 minutos da música, contendo também um livreto com os créditos da trilha e uma nota de Abrams. No ano seguinte foi lançada uma edição em dois discos de luxo e limitada à cinco mil cópias com toda a música do filme.

### Efeitos sonoros

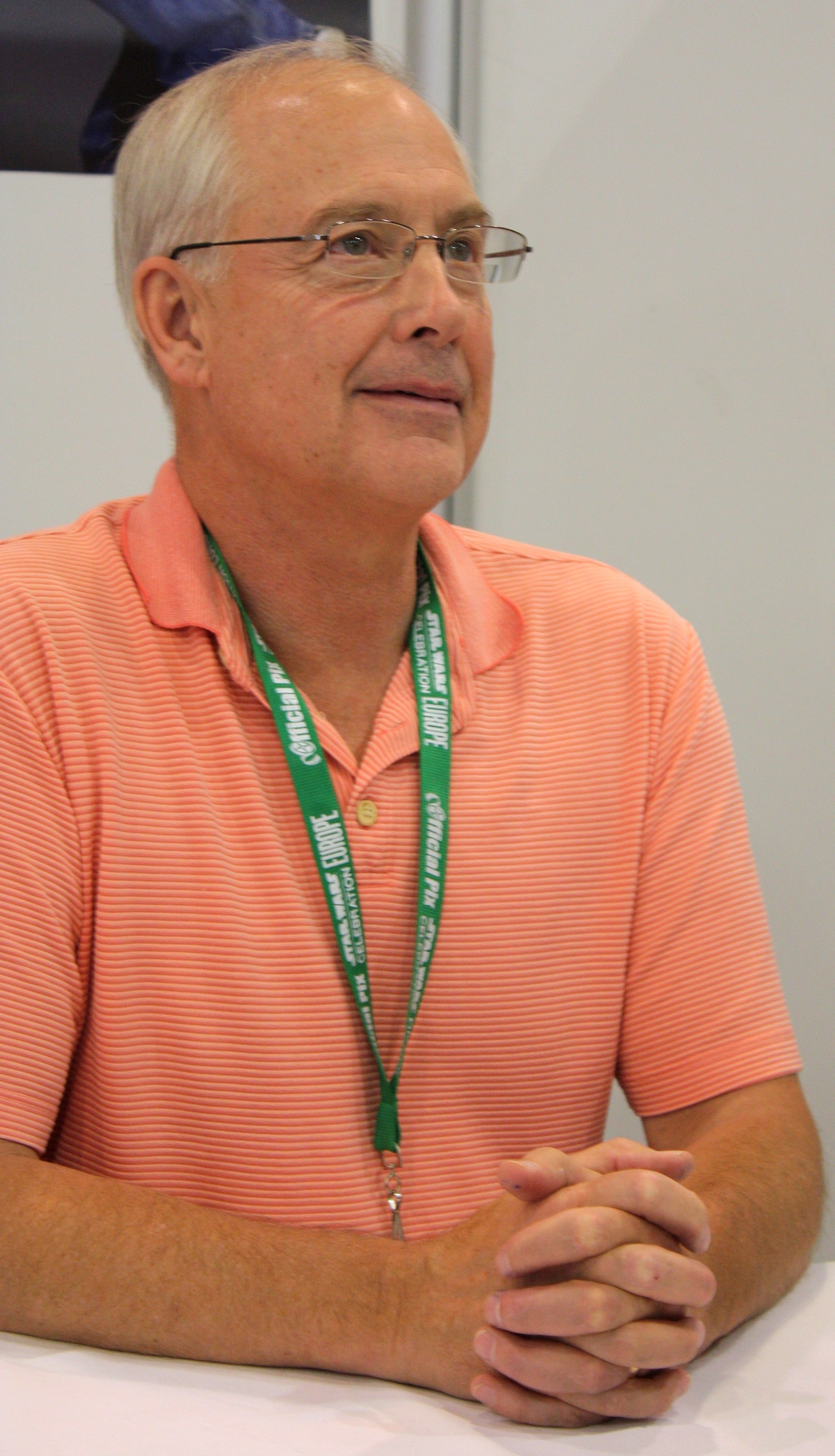
Burtt queria manter-se fiel à série original, procurando reproduzir vários dos efeitos sonoros antigos.

Os efeitos sonoros foram criados por Ben Burtt. Ele inicialmente foi chamado por Abrams para a exibição de um corte bruto do filme, oferecendo alguns conselhos e ideias para a equipe que o levaram a ser convidado a participar da produção. O projetista acabou sendo creditado como "Efeitos Sonoros Especiais e Montagens", trabalhando em mais de quatrocentos sons, além de projetar e pré-mixar diversas das sequências do filme. O processo de criação normalmente envolvia sessões diárias com Abrams em que Burtt mostraria efeitos no contexto dos diálogos e música; depois o trabalho era passado para o supervisor de edição de som Mark Stoeckinger, com a mixagem final sendo avaliada por Abrams, Burtt, Stoeckinger e os mixadores Paul Massey, Andy Nelson e Anna Behlmer, com a palavra final sendo do diretor.
Burtt afirmou que adorava os sons da série original, comentando que "Eles articulavam sons para toda a nave – cada sala soava diferente, e cada peça de equipamento tinha um som único [...] Se alguém apertava um botão no console, ele fazia uma pequena melodia musical. Havia uma sensibilidade na criação das coisas que tinham um sentimento emotivo para eles", algo que influenciou muito seu pensamento na criação dos efeitos deste filme. O projetista queria que Star Trek soasse como um filme clássico de ficção científica e que se mantivesse próximo da série de televisão. Burtt empregou as mesmas técnicas usadas na série na criação de seus novos sons, desejando manter a sensitividade musical e não apenas prestar uma homenagem ao original, mas expandir e traduzir os conceitos da década de 1960 em algo maior e mais poderoso.
O projetista teve seis semanas para realizar seu trabalho, um tempo pequeno pois normalmente em outros projetos Burtt começaria a pensar nos sons antes mesmo do início das filmagens. Enquanto os sons dos feisers da série original tinham sido inspirados pelo filme The War of the Worlds, Burtt os fez soar mais como as armas laser de Star Wars, pois a representação dos feisers eram mais parecidas com disparos de balas do que como feixes únicos de energia. O projetista tentou reproduzir os sons clássicos dos torpedos fotônicos e do motor de dobra: o primeiro foi criado com a mistura de uma mola e um disparo de canhão, enquanto o segundo foi feito da mesma maneira que o original através de um oscilador. Burtt queria recriar o tom cintilante do teletransporte da série, usando assim badaladas de sinos com muita reverberação.

## Lançamento
A data de estreia original de Star Trek era 25 de dezembro de 2008, porém a Paramount anunciou em fevereiro do mesmo ano que o filme fora adiado até 8 de maio de 2009, já que o estúdio achou que mais pessoas iriam assisti-lo no verão do que no inverno norte-americano. O filme foi praticamente finalizado ao final de 2008. A decisão da Paramount veio depois de executivos terem visitado as filmagens e assistido copiões, percebendo que o produto poderia ser atrativo para um público bem maior. Apesar dos cineastas gostarem da data de lançamento no natal, Lindelof reconheceu que o adiamento daria mais tempo para que os efeitos visuais fossem aprimorados. Os meses entre a finalização da produção e o lançamento permitiu que o escritor Alan Dean Foster, autor da história original que deu origem a The Motion Picture, assistisse o filme antes de escrever sua romantização, mas o romance mesmo assim continha cenas ausentes do corte final. O audiolivro foi narrado por Quinto.

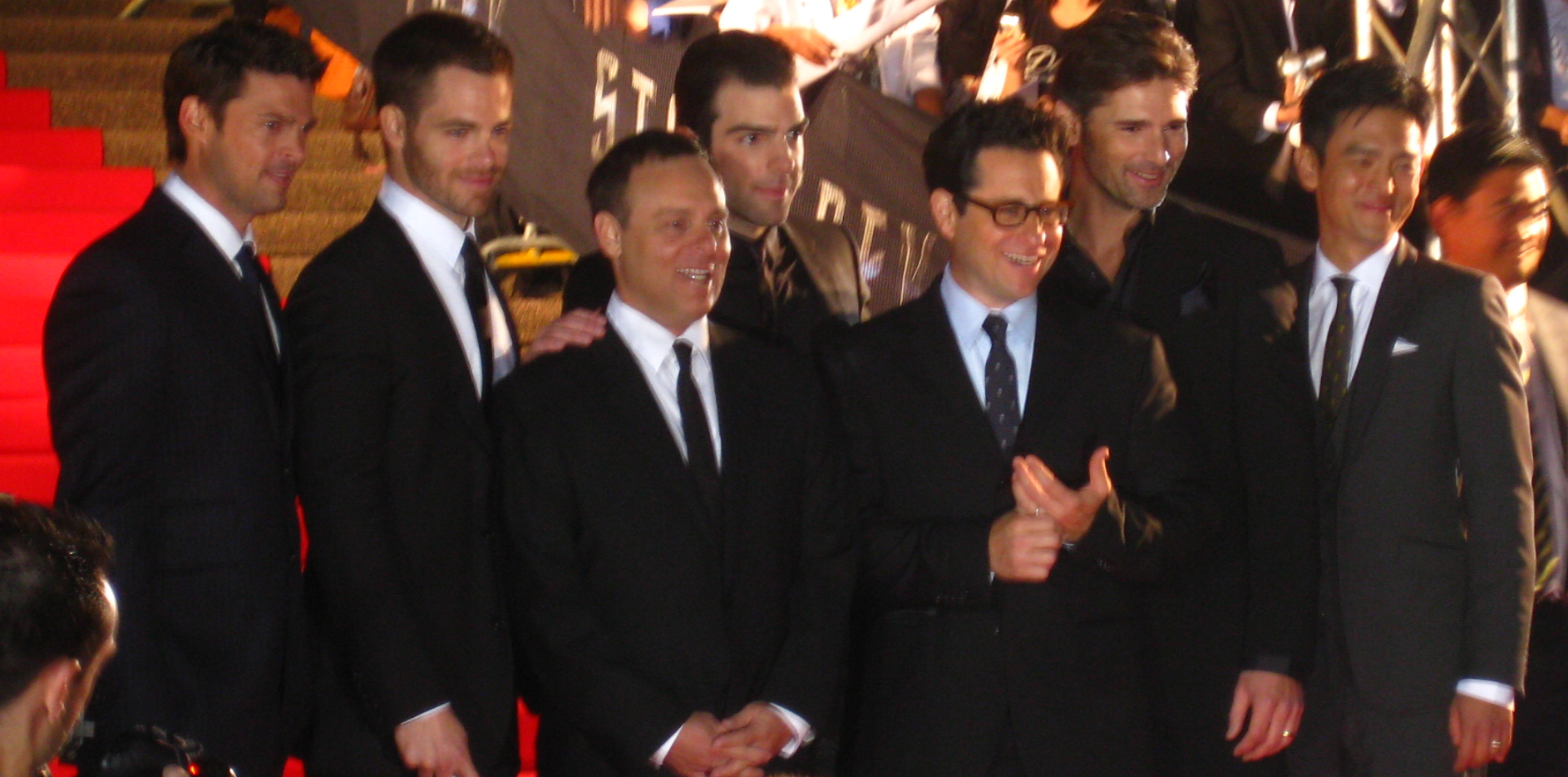
Urban, Pine, Burk, Quinto, Abrams, Bana e Cho na estreia na Ópera de Sydney, 7 de abril de 2009.

Uma exibição pública surpresa do filme aconteceu em 6 de abril de 2009 em um cinema da cidade de Austin no Texas, contando com a presença de Orci, Kurtzman e Lindelof. O evento foi divulgado como uma exibição de The Wrath of Khan seguida por uma prévia de dez minutos do novo filme. A projeção pareceu estar com defeito depois de decorridos alguns minutos do início de The Wrath of Khan, então logo em seguida Nimoy apareceu no palco e perguntou para o público se "vocês não preferem assistir o filme novo?" Várias outras estreias ao redor do mundo ocorreram após a exibição surpresa de Austin, com a primeira acontecendo no dia seguinte na Ópera de Sydney na Austrália. A cidade de Vulcan no Canadá fez campanha por quase dois anos para que a estreia ocorresse lá, porém já que a cidade não tinha um cinema, a Paramount organizou uma loteria em que trezentos habitantes foram levados para uma pré-estreia em Calgary.

### Divulgação
O primeiro trailer do filme estreou nos cinemas em janeiro de 2008 junto com as cópias de Cloverfield, outra produção da Bad Robot, mostrando a Enterprise em construção. O próprio Abrams dirigiu a primeira parte do trailer em que um trabalhador retira seus óculos de proteção. Soldadores profissionais foram contratados para serem figurantes nessas filmagens. As vozes da década de 1960 que tocam sobre as imagens tinham a intenção de ligar Star Trek com o presente; o discurso do presidente John F. Kennedy sobre ir à Lua foi particularmente escolhido devido às similaridades com o personagem de Kirk e porque a fala tinha basicamente iniciado a Corrida Espacial. Orci explicou que "Se nós realmente tivermos uma Federação, eu acho que as palavras de Kennedy estarão inscritas em algum lugar".
A Paramount enfrentou dois obstáculos para promover o filme: a falta de familiaridade da franquia com a "geração MySpace" e o desempenho relativamente fraco dos filmes anteriores na bilheteria internacional. Abrams viajou pela Europa e América do Norte seis meses antes do lançamento carregando 25 minutos de imagens. O diretor comentou que a grande campanha de divulgação começou incomumente cedo, porém isso ocorreu pois o adiamento permitiu que ele mostrasse mais cenas completas do que seria o normal. Abrams sempre divulgou seus projetos sem muito alarde, porém concordou com o estúdio de que era necessário remover o "estigma de Star Trek". Abrams frequentemente exagerou sua preferência por outras séries e franquias quando criança, com afirmações como por exemplo "Eu não sou um fã de Star Trek" ou "este filme não é necessariamente feito para fãs de Star Trek". Orci comparou essa abordagem com o episódio "A Matter of Honor" de The Next Generation, em que William Riker é transferido a bordo de uma nave klingon: "Naquela nave quando alguém responde para você, ou você enche a pessoa de porrada ou perde o respeito de sua tripulação, que é o protocolo, enquanto em uma nave da Federação isso seria um crime. Então nós precisamos dar a [Abrams] um pouco de liberdade, quando ele está viajando a 'galáxia' naquele lugar onde eles não conhecem Trek, dizer as coisas que precisam ser ditas a fim de trazer as pessoas para o nosso lado".
Parceiros promocionais do filme incluíam a Nokia, Verizon Wireless, Kellogg's, Burger King e Intel Corporation, além de várias outras companhias especializadas em decoração, vestuário, joias, itens de presente e perfumes. A Playmates Toys também lançou produtos relacionados ao filme a partir de março de 2009, consistindo em bonecos dos personagens em tamanhos diferentes, uma miniatura da Enterprise, réplicas de objetos de cena e conjuntos; havia também uma réplica da ponte de comando, porém era necessário comprar bonecos especiais com cadeiras e consoles a fim de complementar o cenário da ponte que só vinha com a cadeira do capitão, o chão, a tela visualizadora e o console principal. A Master Replicas, Mattel, Hasbro e Fundex Games também promoveram o filme através de jogos de cartas, jogos de tabuleiro, bonecos e outros tipos de brinquedos. Algumas dessas eram baseadas em filmes e séries anteriores de Star Trek em vez do filme novo. A CBS também criou uma linha de produtos própria sobre a franquia chamada "Quogs", que incluíam camisetas, relógios, bonecos e outros itens contendo versões caricaturadas dos personagens.
Além da romantização escrita por Alan Dean Foster, a história do filme foi complementada por duas minisséries de quadrinhos publicadas pela IDW Publishing. A primeira se chamava Star Trek: Countdown e teve quatro edições escritas por Mike Johnson e Tim Jones, e ilustradas por David Messina. Os escritores trabalharam junto com Abrams, Orci e Kurtzman para garantir que a história fosse fiel ao filme. Countdown se passa no universo original de Star Trek e mostra os eventos que levaram o Embaixador Spock a tentar salvar Romulus, contando ainda com participações dos personagens Jean-Luc Picard, Data e Geordi La Forge de The Next Generation. O segundo quadrinho chamava-se Star Trek: Nero e foi produzido pela mesma equipe de Countdown com envolvimento de Orci e Kurtzman, também possuindo quatro edições e mostrando o que o vilão Nero fez durante os 25 anos que separaram seu ataque contra a Kelvin e o ataque contra Vulcano. Uma adaptação em quadrinhos em seis partes do filme baseada no roteiro original foi lançada em 2010, possuindo a inclusão de cenas deletadas como o nascimento de Spock e o confronto de Kirk com seu padrasto.

### Home video
O filme foi lançado em DVD e Blu-ray em 4 de novembro de 2009 no Brasil,[carece de fontes?] 16 de novembro no Reino Unido e em 17 de novembro na América do Norte. A Paramount organizou uma festa no Observatório Griffith em Los Angeles para celebrar a estreia do home video, tendo a presença de vários membros do elenco. O lançamento vendeu 5,7 milhões de cópias de DVD e 1,1 milhões de Blu-ray em sua primeira semana disponível na América do Norte, alcançando a primeira posição dos mais vendidos. Star Trek acabou sendo o sexto DVD mais vendido de 2009 nos Estados Unidos com pouco mais de seis milhões de unidades, chegando ma primeira posição entre os Blu-rays com 2,6 milhões de cópias vendidas. Em 2010 o filme vendeu 783 mil DVDs e 560 mil Blu-rays.
Star Trek foi lançado em três versões diferentes: DVD simples, DVD duplo e Blu-ray triplo; todas as versões continham áudio Dolby Surround 5.1, porém o DVD vinha com imagem em tela panorâmica enquanto o Blu-ray tinha resolução 1080p. Os conteúdos extras incluíam diversos documentários de bastidores abordando diferentes aspectos da produção, erros de gravação, cenas deletadas e uma faixa de comentários em áudio com Abrams, Burk, Lindelof, Orci e Kurtzman. O filme foi relançado em Blu-ray no dia 9 de setembro de 2014 em uma edição especial chamada Star Trek: The Compendium junto com sua sequência Star Trek Into Darkness; esta versão vinha com os mesmos extras do lançamento original. Um relançamento Blu-ray com resolução de ultra-alta definição e som Dolby Atmos ocorreu em 14 de junho de 2016. Star Trek também foi relançado em 1 de novembro de 2016 em um pacote especial triplo junto com Into Darkness e sua segunda sequência Star Trek Beyond.

## Recepção

### Bilheteria
As exibições oficiais da Star Trek começaram nos Estados Unidos às 19h de 7 de maio de 2009, arrecadando quatro milhões de dólares no primeiro dia. O filme estreou ganhando 79.204.300 de dólares na bilheteria norte-americana e 35,5 milhões em outros países ao final do primeiro fim de semana de exibição. Ele ultrapassou Star Trek: First Contact como a maior estreia de um filme da franquia na história, levando em conta tanto bilheterias não ajustadas e ajustadas pela inflação. Ele arrecadou 8,5 milhões de dólares apenas em salas IMAX, quebrando o recorde anterior de 6,3 milhões de The Dark Knight em sua abertura. O filme tornou-se o longa da franquia Star Trek de maior bilheteria nos Estados Unidos e Canadá, superando The Voyage Home e The Motion Picture. Seus números apenas da primeira semana foram suficientes para superar os desempenhos individuais de The Final Frontier, The Undiscovered Country, Insurrection e Nemesis. Star Trek encerrou sua exibição nos cinemas dos Estados Unidos em 1 de outubro, tendo arrecadado um total de 257.730.019 de dólares e ficando na sétima posição das maiores bilheterias norte-americanas de 2009. Internacionalmente o filme arrecadou 127.950.427, ficando com um total mundial de 385.680.446 de dólares. A Paramount ficou satisfeita com o desempenho estrangeiro, mesmo ele representando apenas 33,2% da arrecadação total do filme, pois Star Trek historicamente nunca foi uma franquia de grandes ganhos fora dos Estados Unidos.

### Crítica
Star Trek foi aclamado pela crítica especializada. O agregador de resenhas Rotten Tomatoes indica um índice de aprovação de 95% e uma nota média de 8,2/10 baseado em 333 críticas, com o consenso sendo: "Star Trek reacende a franquia clássica com ação, humor, uma história forte e visuais brilhantes, e irá agradar tanto trekkies tradicionais quanto novos fãs".  Já no Metacritic, que cria uma nota a partir de uma média aritmética ponderada, o filme tem uma aprovação de 82/100 baseada em 46 resenhas.

A edição, cinematografia e efeitos especiais são uma obra prima, como era de se esperar – elogio extra vai para a mixagem de som espantosamente detalhada – porém assim são os mesmos aspectos de Wolverine, e aquele filme em comparação era um tédio sem alegria. O que eleva o filme de Abrams para o éter é o acerto de seu elenco e interpretação, desde a Uhura de Saldana, finalmente uma personagem importante depois de todos estes anos, para o leal e dispéptico McCoy de Urban, até o grandiosamente cômico Scotty de Simon Pegg, a reimaginação mais radical de um personagem regular de Star Trek.

— Ty Burr, The Boston Globe
Ty Burr do The Boston Globe deu a Star Trek uma nota perfeita de quatro estrelas, descrevendo-o como "ridiculamente satisfatório" e "a melhor prequela de todas". Ele elogiou o desenvolvimento dos personagens, acreditando que "emocionalmente, Star Trek acerta todos os seus alvos, funcionando como uma reunião familiar que se estende por décadas e meios de entretenimento, até mesmo borrando a divisão entre público e programa". Burr continuou: "Negociando com afeições da cultura popular mantidas por mais de quarenta anos, Star Trek faz o que o reinício de uma franquia raramente faz. Nos lembra o motivo de amarmos estes personagens para começar". Owen Gleiberman da Entertainment Weekly deu ao filme uma nota "A–", comentando que Abrams "cria uma história de origem que evita qualquer indício das chatices das origens". Opiniões similares foram expressadas por Peter Travers da Rolling Stone, que deu uma nota 3,5/4. Ele achou que as atuações foram o ponto alto do filme, afirmando que a performance de Pine era de qualidade de uma estrela de cinema. Da mesma forma, Travers disse que a interpretação de Quinto era "afiada" e "intuitiva", sentindo que o ator "deu alma ao filme". Manohla Dargis do The New York Times escreveu que "Star Trek [...] não é apenas uma reimaginação agradável da série de ficção científica favorita do seu tio nerd. Também é um testamento do poder mitificante da televisão, como uma fonte de histórias fundamentais que contamos sobre nós mesmos, quem somos e de onde viemos". Dana Stevens da Slate sentiu que o filme era "um presente para aqueles de nós que amávamos a série original, aquele corpo de trabalho inteligente, vacilante e idealista que foi ao ar para quase nenhum sucesso comercial entre 1966–69 e desde então tornou-se um arquétipo da ficção científica e objeto de adoração". Tom Huddleston da Time Out de uma nota 4/5 e elogiou as qualidades estéticas de Star Trek, como o desenho da Enterprise, e elogiou as interpretações do elenco. Ele escreveu: "O elenco é igualmente forte: Quinto traz um charme irônico a um personagem de outra forma calculista, enquanto Pine empodera sua performance de uma maneira otimista, senão Shatneriana".
A química entre Pine e Quinto também foi bem recebida. Gleiberman sentiu que os dois emularam a mesma conexão de Shatner e Nimoy enquanto o filme progredia. Tim Robey do The Daily Telegraph teve uma percepção similar: "O filme mapeia a relação dos dois [...] de uma maneira agradavelmente oblíqua [...] É o principal evento, dramaticamente falando, mas sempre há algo mais enormemente urgente para comandar sua atenção, seja o pedido de socorro de Vulcano ou os contínuos alvoroços daqueles malditos romulanos". Burr opinou que Abrams teve uma compreensão acertada da relação entre Kirk e Spock, afirmando que "Pine faz Kirk um ótimo menino imprudente, mas Quinto é algo especial – uma figura estranhamente calma, assustada por uma tristeza mais pesada que o original de Roddenberry. Os dois colocam o outro no chão e indicam todas as histórias por vir". Similarmente, Peter Bradshaw do The Guardian expressou: "A história de Kirk e Spock é trazida de volta a vida excitantemente por uma nova geração: Chris Pine e Zachary Quinto, que entregam performances inspiradas, totalmente inconscientes e amáveis, com poder, paixão e um bom tempo cômico".
Alguns críticos foram bem menos positivos sobre Star Trek. Keith Phipps da The A.V. Club deu ao filme uma nota "B+" e escreveu que ele era "uma reconsideração sobre o que constituiu Star Trek, uma que tira a enfase dos conceitos inebriantes e virtudes humanas claramente afirmadas em favor de ação de tirar o fôlego pontuada por estouros de emoções. Talvez nem seja imediatamente reconhecível para os fãs veteranos". Da mesma forma, Roger Ebert do Chicago Sun-Times afirmou que "os anos de Gene Roddenberry, quando histórias talvez brincassem com questões sobre ciência, ideias e filosofia, foram substituídos por histórias reduzidas a ação barulhenta e colorida". Ebert acabou dando uma nota 2,5/4. Marc Bain da Newsweek opinou que "A última versão de cinema de Star Trek [...] é mais músculo do que cérebro, e descarta na maior parte enigmas éticos complicados em favor de sequências de ação e efeitos visuais". Juliet Lapidos da Slate comentou que o filme, com sua "cena de tortura Hollywood padrão", falhou em ficar a altura do padrão intelectual alcançado pelo episódio "Chain of Command, Part II" de The Next Generation, cujo tratamento fa questão ela achou mais sofisticado e pertinente para o debate sobre o uso de técnicas melhoradas de interrogatório por parte dos Estados Unidos.

### Prêmios
Star Trek foi indicado ao Oscar nas categorias de Melhor Edição de Som para Alan Rankin e Mark Stoeckinger; Melhor Mixagem de Som para Anna Behlmer, Peter J. Devlin e Andy Nelson; e Melhores Efeitos Visuais para Burt Dalton, Russell Earl, Roger Guyett e Paul Kavanagh; vencendo o prêmio de Melhor Maquiagem para Barney Burman, Mindy Hall e Joel Harlow, o primeiro filme da franquia a vencer um Oscar. Ele teve três indicações aos Prêmios Empire, vencendo Melhor Ficção Científica/Fantasia. Star Trek também venceu o Prêmio Hollywood de Melhor Filme, ganhou seis Prêmios Scream, dois Prêmios Saturnos e o Prêmio do Sindicado dos Atores para Melhor Elenco de Dublês em um Filme. Além disso, Star Trek foi nomeado um dos dez melhores filmes de 2009 pela National Board of Review.
O filme também foi indicado a diversos outros prêmios. Michael Giacchino foi indicado ao Prêmio Grammy de Melhor Álbum de Trilha Sonora para um Filme, Televisão ou Outra Mídia Visual, categoria que ele acabou vencendo por seu trabalho em Up. Star Trek foi indicado a três categorias Prêmios People's Choice, e cinco nos Prêmios Teen Choice. Abrams, Orci e Kurtzman também foram indicados ao Prêmio Hugo de Melhor Apresentação Dramática, Forma Longa.